# شون هاوس
شون هاوس (بالإنجليزية: Seán Hawes)‏ هو لاعب قذف بريطاني، ولد في 1980 في Cratloe ‏ في جمهورية أيرلندا.